# Lislique
Lislique es un distrito de La Unión Norte, departamento de La Unión, El Salvador. De acuerdo al censo oficial de 2024, Tenía una población de 12.732 habitantes.

## Historia

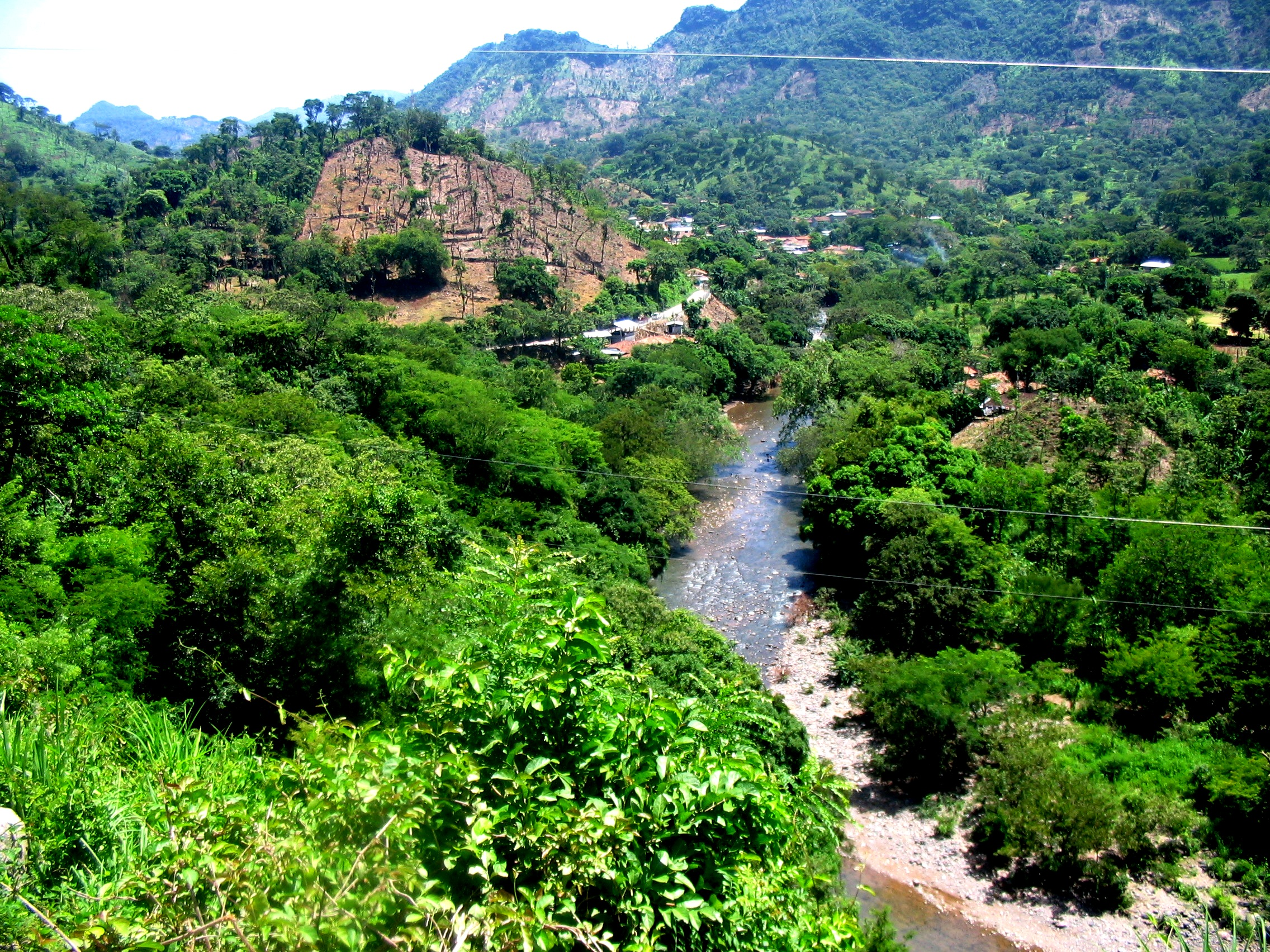
Vista de un río en Lislique.

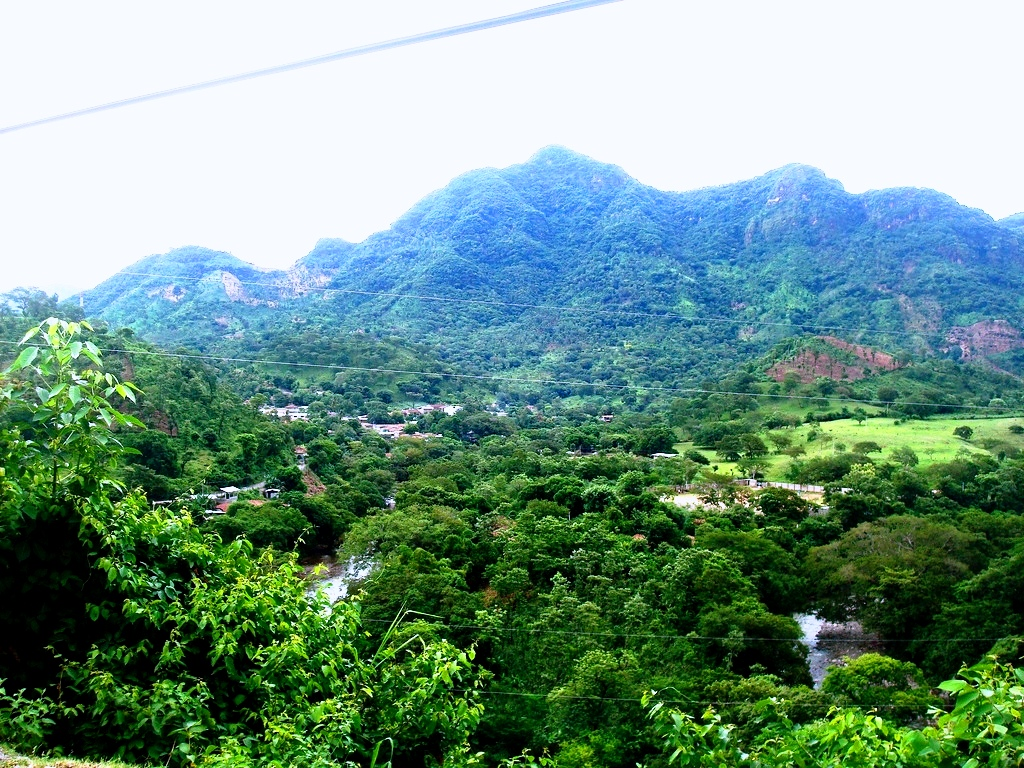
Vista de un bosque ee Lislique.

La localidad fue establecida por grupos de cacaoperas a finales del siglo XVI y también por los lencas. Hacia 1740 tenía unos 55 habitantes e ingresó al Partido de Gotera en 1786. Entre 1824 y 1865 formó parte del departamento de San Miguel, y posteriormente de La Unión. Unas 1.660 personas estaban establecidas en la región en 1899.

## Geografía y clima
El clima de la localidad se caracteriza por temperaturas cálidas y alta humedad durante todo el año, típicas de las regiones costeras tropicales.

## Economía
La pesca y la agricultura son industrias esenciales en Lislique, y los lugareños recolectan mariscos y producen cultivos como café, cacao y caña de azúcar. En los últimos años, el ecoturismo ha ganado importancia, atrayendo visitantes atraídos por las atracciones naturales de la zona y las actividades al aire libre como el surf y la observación de aves.

## Cultura
Lislique celebra varios festivales y tradiciones durante todo el año, mostrando su herencia mixta. La cocina del pueblo refleja su mezcla cultural, con platos como pupusas, tamales y mariscos frescos. Infraestructura y Educación: Lislique cuenta con infraestructura básica, que incluye escuelas, centros de atención médica y centros comunitarios. Sin embargo, es necesario mejorar la infraestructura y los servicios para apoyar la creciente industria del turismo.

## Informacióngeneral
El distrito cubre un área de 98,82 km² y la cabecera tiene una altitud de 250 m s. n. m. El topónimo Lislique significa «Ciudad de Chispas». Las fiestas patronales se celebran en el mes de julio en honor al apóstol Santiago.

## Cultura
Las fiestas patronales de Lislique se celebran el 1 y 2 de febrero en honor de la Virgen de Candelaria.

## Visita de Norman Quijano

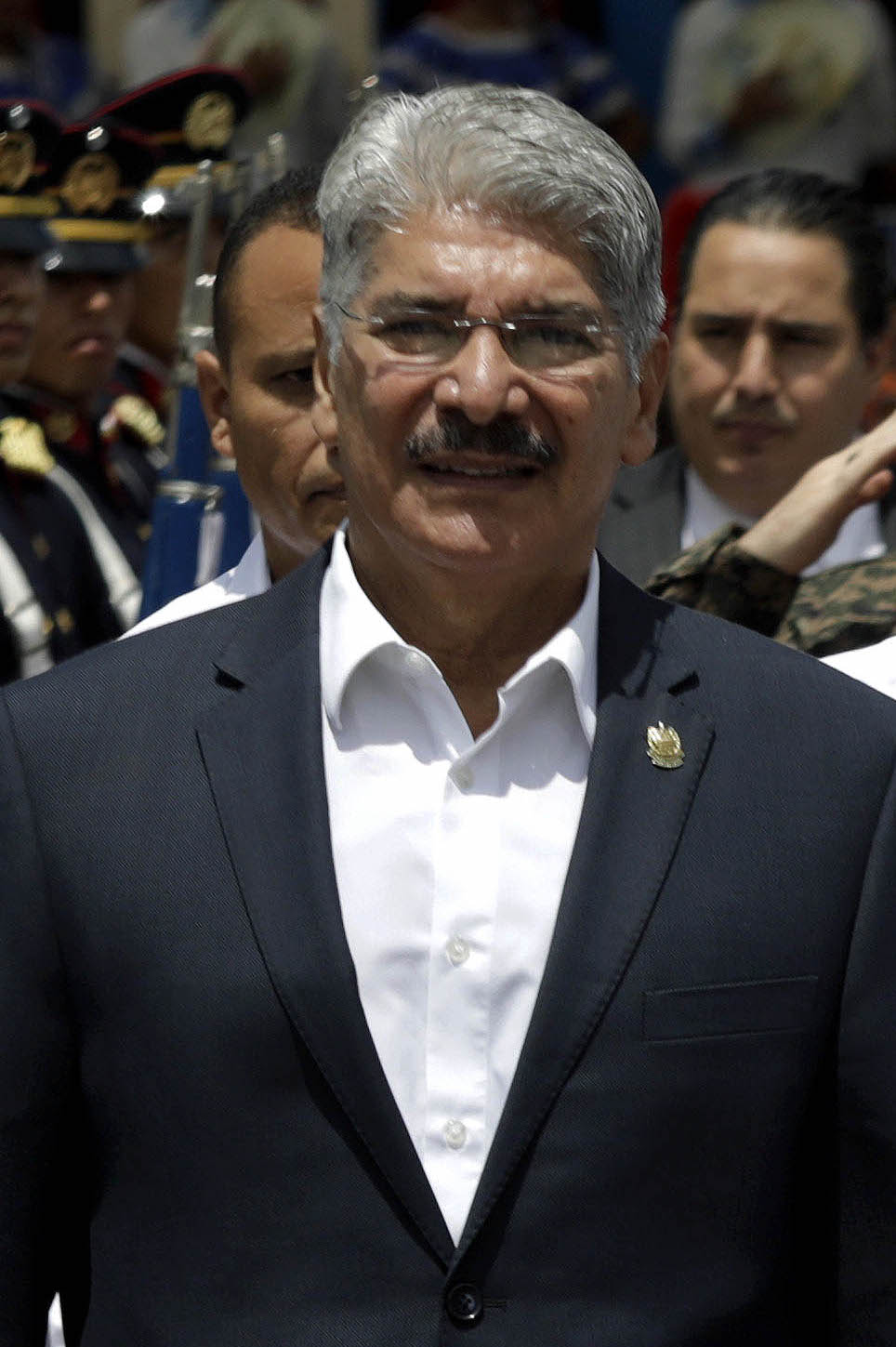
Norman Quijano

En el 25 de agosto del 2013, Norman Quijano (Quién era alcalde de San Salvador en ese entonces) hizo una visita a Lislique, fue recibido por el exalcalde Margarito Pérez, mientras estaba en una celebración de bienvenida en el pueblo. Su objetivo era ganarse el apoyo de las comunidades pequeñas del país, para así, obtener los votos en la Elección presidencial de El Salvador de 2014.